# Herpetogramma ochrimaculalis
Herpetogramma ochrimaculalis là một loài bướm đêm trong họ Crambidae.